# Campionati italiani juniores di atletica leggera 2015
I LVIII Campionati italiani juniores di atletica leggera 2015 si sono svolti dal 12 al 14 giugno a Rieti, nel Lazio.
La fase di cross è stata disputata il 14 e 15 marzo 2015 a Fiuggi alla Festa del Cross 2015, ed ha visto vincitori Nicole Svetlana Reina e Edwin Kipkosgei Melly.
I Campionati italiani individuali di prove multiple juniores sono stati organizzati a Lana (BZ) il 30 e il 31 maggio dello stesso anno.

## Minimi di qualificazione
| Specialità                      | Uomini                                                               | Donne                                                                    |
| ------------------------------- | -------------------------------------------------------------------- | ------------------------------------------------------------------------ |
| 100 metri piani                 | 11"09                                                                | 12"60                                                                    |
| 200 metri piani                 | 22"40                                                                | 25"94                                                                    |
| 400 metri piani                 | 49"94                                                                | 59"50                                                                    |
| 800 metri piani                 | 1'56"50                                                              | 2'23"00                                                                  |
| 1500 metri piani                | 4'02"00                                                              | 4'55"00                                                                  |
| 3000 metri piani                | -                                                                    | -                                                                        |
| 5000 metri piani                | 15'35"00; 8'50"00 (3000m); 9'30"00 (3000st); 33'20"00 (10.000m/10km) | 19'25"00; 11'00"00 (3000m); 39'30"00 (10000m/10km); 12'15"00 (3000st)    |
| 10000 metri piani               | –                                                                    | –                                                                        |
| 100 metri ostacoli              | –                                                                    | 15"94                                                                    |
| 110 metri ostacoli (1,00/1,06m) | 15"84/16"24                                                          | –                                                                        |
| 400 metri ostacoli              | 57"14                                                                | 1'08"14                                                                  |
| 3000 metri siepi                | 9'58"00                                                              | 12'45"00                                                                 |
| Salto in alto                   | 1,92 m                                                               | 1,60 m                                                                   |
| Salto con l'asta                | 4,00 m                                                               | 3,00 m                                                                   |
| Salto in lungo                  | 6,70 m                                                               | 5,35 m                                                                   |
| Salto triplo                    | 13,65 m                                                              | 11,25 m                                                                  |
| Getto del peso                  | 12,80 m (6 kg); 11,90 m (7,260 kg)                                   | 10,00 m                                                                  |
| Lancio del disco                | 39,70 m (1,75 kg); 37,00 m (2,00 kg)                                 | 30,50 m                                                                  |
| Lancio del martello             | 44,00 m (6 kg); 39,50 m (7,260 kg)                                   | 38,50 m                                                                  |
| Lancio del giavellotto          | 49,50 m                                                              | 33,50 m                                                                  |
| Decathlon                       | 4 800 p.; 4 000 p. (Eptathlon indoor)                                | –                                                                        |
| Eptathlon                       | –                                                                    | 3 500 p.; 2 800 p. (Pentathlon indoor)                                   |
| Marcia 10000 m                  | 52'00"00 (Pista-strada); 25'00"00 (5 km/5000 m); 1h53'00" (20 km)    | 59'00"00 (Pista-strada); 28'40"00 (5000 m); - (3000 m); 2h00'00" (20 km) |
| Staffetta 4×100 metri           | senza minimo                                                         | senza minimo                                                             |
| Staffetta 4x400 metri           | senza minimo                                                         | senza minimo                                                             |

Minimi di qualificazione per la corsa campestre
Criteri di partecipazione non sono noti.

## Risultati

### Corsa Campestre, 14-15 marzo a Fiuggi

#### Individuale
| Specialità | Oro                                                         | Prestazione | Argento                                                            | Prestazione | Bronzo                                               | Prestazione |
| Cross 6 km | Nicole Svetlana Reina Cus Pro Patria Milano                 | 21'50"      | Federica Sugamiele A.S.D. CUS Palermo                              | 22'04       | Roberta Ciappini G.S. C.S.I. Morbegno                | 22'42"      |
| Juniores   |                                                             |             |                                                                    |             |                                                      |             |
| Cross 8 km | Edwin Kipkosgei Melly Atl. Virtus CR Lucca Kenya Equiparato | 24'52"      | Yemaneberhan Crippa G.S. Fiamme Oro Padova G.S. Valsugana Trentino | 25'15"      | Yohanes Chiappinelli Montepaschi UISP Atletica Siena | 25'25"      |

#### Squadre
| Specialità        | Oro                      | Punti | Argento                     | Punti | Bronzo                 | Punti |
| Classifica Donne  | Atletica Brescia 1950    | 10 p. | A.S.D. ACSI Italia Atletica | 36 p. | ASV Sterzing Volksbank | 44 p. |
| Juniores          |                          |       |                             |       |                        |       |
| Classifica Uomini | A.S. La Fratellanza 1874 | 14 p. | Atl. Virtus CR Lucca        | 43 p. | Atletica Civitanova    | 51 p. |

### Uomini
| Specialità                                                                              | Oro                                                                                            | Prestazione        | Punti | Argento                                                                                            | Prestazione        | Punti | Bronzo | Prestazione        | Punti |
| Corse                                                                                   |                                                                                                |                    |       | |                    |       | |                    |       |
| 100 m                                                                                   | Daniele Corsa Folgore Brindisi                                                                 | 10"63 (+0,4 m/s)   | 12.0  | Ferdinando Mulassano Polisport. Novatletica Chieri                                                 | 10"70              | 11.0  | Andrea Federici Brixia Atletica 2014 ASD                                                                     | 10"80              | 10.0  |
| 200 m                                                                                   | Daniele Corsa Folgore Brindisi                                                                 | 21"32 (+0,9 m/s)   | 12.0  | Enrico Luciano Atletica Brugnera Friulintagli                                                      | 21"81              | 11.0  | Ferdinando Mulassano Polisport. Novatletica Chieri                                                           | 21"86              | 10.0  |
| 400 m                                                                                   | Giuseppe Leonardi ASD Enterprise Sport & Service                                               | 47"15              | 12.0  | Leonardo Vanzo Atl. Insieme New Foods VR                                                           | 47"23              | 11.0  | Brayan Lopez ASDP Atletica Pinerolo                                                                          | 47"82              | 10.0  |
| 800 m                                                                                   | Lorenzo Pilati Atletica Valli di Non e Sole                                                    | 1'50"17            | 12.0  | Alessandro Dal Ben Atl. Insieme New Foods VR                                                       | 1'50"83            | 11.0  | Leonardo Tesini Atl. Insieme New Foods VR                                                                    | 1'51"54            | -     |
| 1500 m                                                                                  | Danilo Gritti Atletica Valle Brembana                                                          | 3'52"61            | 12.0  | Simone Bernardi Atletica Imola Sacmi AVIS                                                          | 3'52"99            | 11.0  | Yassin Bouih Atletica Reggio ASD                                                                             | 3'53"12            | 10.0  |
| 3000 m                                                                                  | -                                                                                              | -                  | -     | -                                                                                                  | -                  | -     | - | -                  | -     |
| 5000 m                                                                                  | Yemaneberhan Crippa G.S. Fiamme Oro Padova G.S. Valsugana Trentino                             | 14'14"45           | 12.0  | Pietro Riva A.S.D. Atletica Alba                                                                   | 14'18"54           | 11.0  | Ahmed Ouhda Pool Soc. Atletica Alta Valseriana Morocco Equiparato                                            | 14'48"31           | 10.0  |
| Marcia 10 000 m                                                                         | Gregorio Angelini Alteratletica Locorotondo                                                    | 44'10"38 ~         | 12.0  | Gianluca Picchiottino Atl. Libertas Runners Livorno                                                | 44'55"77 ~         | 11.0  | Alessandro Rigamonti Geas Atletica                                                                           | 45'24"31 >         | 10.0  |
| Corse a ostacoli                                                                        |                                                                                                |                    |       | |                    |       | |                    |       |
| 110 m hs                                                                                | Leonardo Bizzoni Atletica Studentesca CA.RI.RI.                                                | 14"03 (+0,3 m/s)   | 12.0  | Gabriele Segale Atl. Bergamo 1959 Creberg                                                          | 14"31              | 11.0  | Gabriele Crnigoj Atletica Malignani Libertas Udine                                                           | 14"35              | 10.0  |
| 400 m hs                                                                                | Giuseppe Biondo A.S.D. CUS Palermo                                                             | 52"73              | 12.0  | Gabriele Montefalcone SportRace S.S.D.                                                             | 52"78              | 11.0  | Gabriele Prandi Atletica Alto Garda e Ledro                                                                  | 53"26              | 10.0  |
| 3000 m siepi (H 91)                                                                     | Yohanes Chiappinelli Montepaschi UISP Atletica Siena                                           | 8'39"12            | 12.0  | Said Ettaqy Centro Sportivo Esercito Atl. Virtus CR Lucca                                          | 9'03"74            | 11.0  | Simone Colombini A.S. La Fratellanza 1874                                                                    | 9'03"77            | 10.0  |
| Staffette                                                                               |                                                                                                |                    |       | |                    |       | |                    |       |
| Staffetta 4×100 m                                                                       | CUS Parma Giovanni Basalisco Riccardo Del Torre Cristiano Giovanatto Federico Rossi            | 41"86              | 12.0  | Atl. Studentesca CA.RI.RI. Giacomo Faraglia Leonardo Bizzoni Alessandro Albanese Giorgio Trevisani | 41"89              | 11.0  | Polisport. Novatletica Chieri Federico Stantero Roberto Franceschi Ferdinando Mulassano Andrei Bogdan Tilica | 41"96              | 10.0  |
| Staffetta 4×400 m                                                                       | Atl. Insieme New Foods VR Francesco Montagna Alessandro Dal Ben Leonardo Tesini Leonardo Vanzo | 3'17"65            | 12.0  | ASDP Atletica Pinerolo Luca Martinis Mattia Pastorino Gregorio Dotti Brayan Lopez                  | 3'18"25            | 11.0  | CUS Torino Riccardo Difonso Marco Lano Lorenzo Cervelli Simone Lizzi                                         | 3'19"51            | 10.0  |
| Salti                                                                                   |                                                                                                |                    |       | |                    |       | |                    |       |
| Salto in alto                                                                           | Kelvin Purboo A.S. La Fratellanza 1874                                                         | 2,09 m             | 12.0  | Simone Luminoso S.S. Trionfo Ligure                                                                | 2,06 m             | 11.0  | Michele Longhi Atl. Lecco-Colombo Costruz.                                                                   | 2,06 m             | 10.0  |
| Salto con l'asta                                                                        | Luigi Robert Colella Scuola Nazionale Asta                                                     | 5,32 m             | 12.0  | Matteo Cristoforo Capello Atletica Piemonte ASD                                                    | 5,05 m             | 11.0  | Simone Andreini Fiamme Gialle G. Simoni                                                                      | 4,70 m             | 10.0  |
| Salto in lungo                                                                          | Filippo Randazzo A.S.D. Pro Sport 85 Valguarnera                                               | 7,63 m (-1,4 m/s)  | 12.0  | Michele Oliva Atletica Firenze Marathon S.S.                                                       | 7,40 m (+1,3 m/s)  | 11.0  | Alessandro Li Veli Team-A Lombardia                                                                          | 7,32 m (-0,1 m/s)  | 10.0  |
| Salto triplo                                                                            | Tobia Bocchi CUS Parma                                                                         | 16,15 m (+1,0 m/s) | 12.0  | Simone Forte GA Fiamme Gialle ACSI Campidoglio Palatino                                            | 15,85 m (+1,0 m/s) | 11.0  | Simone Contaldo GA Fiamme Gialle G. Simoni                                                                   | 15,25 m (-0,8 m/s) | 10.0  |
| Lanci                                                                                   |                                                                                                |                    |       | |                    |       | |                    |       |
| Getto del peso                                                                          | Sebastiano Bianchetti Atl. Studentesca CA.RI.RI.                                               | 20,58 m            | 12.0  | Leonardo Fabbri Atletica Firenze Marathon S.S.                                                     | 18,28 m            | 11.0  | Luciano Boidi Trevisatletica                                                                                 | 17,40 m            | 10.0  |
| Lancio del disco                                                                        | Giulio Anesa G. Alpinistico Vertovese                                                          | 58,93 m            | 12.0  | Sebastiano Bianchetti Atl. Studentesca CA.RI.RI.                                                   | 56,51 m            | 11.0  | Leonardo Fabbri Atletica Firenze Marathon S.S.                                                               | 55,65 m            | 10.0  |
| Lancio del martello                                                                     | Tiziano Di Blasio E. Servizi Atletica Futura Roma                                              | 65,98 m            | 12.0  | Giacomo Proserpio Atl. Mariano Comense                                                             | 63,77 m            | 11.0  | Michele Mencarelli A.S. Athlon Bastia                                                                        | 61,70 m            | 10.0  |
| Lancio del giavellotto                                                                  | Massimo Ros Atletica Brugnera Friulintagli                                                     | 63,02 m            | 12.0  | Thomas Fabricci Fondazione M. Bentegodi                                                            | 61,93 m            | 11.0  | El Mehdi Er Rais ASD Atletica Prato Morocco Equiparato                                                       | 60,56 m            | 10.0  |
| record dei campionati; record nazionale; record personale; record personale stagionale. |                                                                                                |                    |       | |                    |       | |                    |       |

### Donne
| Specialità                                                                              | Oro                                                                                               | Prestazione        | Punti | Argento                                                                                           | Prestazione        | Punti | Bronzo                                                                                       | Prestazione        | Punti |
| Corse                                                                                   |                                                                                                   |                    |       |                                                                                                   |                    |       |                                                                                              |                    |       |
| 100 m                                                                                   | Chiara Torrisi A.S.D. CUS Palermo                                                                 | 11"79 (+0,9 m/s)   | 12.0  | Julia Viktoria Calliari ASV L.C. Bozen Raiffeisen                                                 | 11"88              | 11.0  | Annalisa Spadotto Scott Bracco Atletica                                                      | 11"90              | 10.0  |
| 200 m                                                                                   | Daniela Tassani Bracco Atletica                                                                   | 24"06 (0,0 m/s)    | 12.0  | Annalisa Spadotto Scott Bracco Atletica                                                           | 24"19              | -     | Chiara Torrisi A.S.D. CUS Palermo                                                            | 24"26              | 11.0  |
| 400 m                                                                                   | Ayomide Folorunso G.S. Fiamme Oro Padova CUS Parma                                                | 53"46              | 12.0  | Alice Mangione A.S.D. CUS Palermo                                                                 | 53"95              | 11.0  | Virginia Troiani Pro Patria A.R.C. Busto Arsizio                                             | 55"02              | 10.0  |
| 800 m                                                                                   | Eleonora Vandi Atletica AVIS Macerata                                                             | 2'08"48            | 12.0  | Irene Vian Atletica Silca Conegliano                                                              | 2'08"99            | 11.0  | Elena Bellò G.S. Fiamme Azzurre Atl. Vicentina                                               | 2'09"12            | 10.0  |
| 1500 m                                                                                  | Chiara Ferdani A.S.D. SpecTec Duferco Carispezia                                                  | 4'35"41            | 12.0  | Anna Busatto Atletica Mogliano                                                                    | 4'37"58            | 11.0  | Chiara Spagnoli Atletica Brescia 1950                                                        | 4'40"52            | 10.0  |
| 3000 m                                                                                  | -                                                                                                 | -                  | -     | -                                                                                                 | -                  | -     |                                                                                              |                    |       |
| 5000 m                                                                                  | Nicole Svetlana Reina Cus Pro Patria Milano                                                       | 16'53"59           | 12.0  | Federica Sugamiele A.S.D. CUS Palermo                                                             | 17'03"29           | 11.0  | Alessia Zecca G.S. Valgerola Ciapparelli                                                     | 17'21"66           | 10.0  |
| Marcia 10 000 m                                                                         | Noemi Stella A.S.D. Atletica Don Milani                                                           | 47'55"36 >         | 12.0  | Giada Francesca Ciabini Toscana Atl.Empoli Nissan                                                 | 50'25"62           | 11.0  | Lidia Barcella Bracco Atletica                                                               | 53'21"80 >         | 10.0  |
| Corse a ostacoli                                                                        |                                                                                                   |                    |       |                                                                                                   |                    |       |                                                                                              |                    |       |
| 100 m hs                                                                                | Abigail Gyedu G.S. Valsugana Trentino                                                             | 14"07 (-0,2 m/s)   | 12.0  | Agnese Mulatero ASDP Atletica Pinerolo                                                            | 14"08              | 11.0  | Lucia Quaglieri Modena Atletica ASD                                                          | 14"12              | 10.0  |
| 400 m hs                                                                                | Ayomide Folorunso G.S. Fiamme Oro Padova CUS Parma                                                | 57"71              | 12.0  | Eleonora Marchiando Atletica Sandro Calvesi                                                       | 59"12              | 11.0  | Caren Agreiter SSV Bruneck Brunico Volksbank                                                 | 59"47              | 10.0  |
| 3000 m siepi                                                                            | Nicole Svetlana Reina Cus Pro Patria Milano                                                       | 10'39"82           | 12.0  | Eleonora Curtabbi CUS Torino                                                                      | 10'55"50           | 11.0  | Sofia Casagrande Atletica Brugnera Friulintagli                                              | 11'16"13           | 10.0  |
| Staffette                                                                               |                                                                                                   |                    |       |                                                                                                   |                    |       |                                                                                              |                    |       |
| Staffetta 4×100 m                                                                       | Bracco Atletica Eleonora Andreis Daniela Tassani Erica Monfardini Annalisa Spadotto Scott         | 46"93              | 12.0  | Pro Patria A.R.C. Busto Arsizio Serena Troiani Virginia Troiani Alexandra Troiani Camilla Colombo | 47"34              | 11.0  | Team-A Lombardia Cecilia Mari De Georgio Ilaria Veggiato Francesca Limonta Denise Rega       | 47"64              | 10.0  |
| Staffetta 4×400 m                                                                       | Pro Patria A.R.C. Busto Arsizio Camilla Colombo Virginia Troiani Serena Troiani Alexandra Troiani | 3'45"87            | 12.0  | Atl. Bergamo 1959 Creberg Sara Leidi Sara Sinopoli Monica Roncalli Federica Putti                 | 3'50"60            | 11.0  | A.S.D. SpecTec Duferco Carispezia Alice Napoletano Lea Simonini Alessia Furno Chiara Ferdani | 3'54"24            | 10.0  |
| Salti                                                                                   |                                                                                                   |                    |       |                                                                                                   |                    |       |                                                                                              |                    |       |
| Salto in alto                                                                           | Erika Furlani G.S. Fiamme Oro Padova                                                              | 1,83 m             | -     | Allegra Patterlini A.S.D. ACSI Italia Atletica                                                    | 1,74 m             | 12.0  | Eleonora Schertel Alto Lazio A.S.D.                                                          | 1,74 m             | 11.0  |
| Salto con l'asta                                                                        | Francesca Semeraro Alteratletica Locorotondo                                                      | 4,05 m             | 12.0  | Helen Falda Cus Pisa Atletica Cascina                                                             | 3,95 m             | 11.0  | Marta Ronconi U.S. Quercia Trentingrana                                                      | 3,60 m             | 10.0  |
| Salto in lungo                                                                          | Beatrice Fiorese Atl. Vicentina                                                                   | 6,04 m (+0,4 m/s)  | 12.0  | Eleonora Andreis Bracco Atletica                                                                  | 5,84 m (-0,5 m/s)  | 11.0  | Chiara Calgarini Atletica Lugo                                                               | 5,73 m (+0,8 m/s)  | 10.0  |
| Salto triplo                                                                            | Benedetta Cuneo GA Fiamme Gialle Atletica Firenze Marathon S.S.                                   | 13,73 m (-0,5 m/s) | 12.0  | Alessia Beretta U.S. Atletica Vedano                                                              | 12,40 m (+0,9 m/s) | 11.0  | Costanza Gavioli Atletica Rigoletto                                                          | 12,24 m (+2,3 m/s) | 10.0  |
| Lanci                                                                                   |                                                                                                   |                    |       |                                                                                                   |                    |       |                                                                                              |                    |       |
| Getto del peso                                                                          | Claudia Bertoletti Atl. Studentesca CA.RI.RI                                                      | 13,48 m            | 12.0  | Daisy Osakue Sisport Fiat                                                                         | 13,05 m            | 11.0  | Marta Baruffini CUS Parma                                                                    | 13,03 m            | 10.0  |
| Lancio del disco                                                                        | Daisy Osakue Sisport Fiat                                                                         | 45,58 m            | 12.0  | Claudia Bertoletti Atl. Studentesca CA.RI.RI                                                      | 43,38 m            | 11.0  | Giuliana Cristarella Orestano A.S.D. Atl. Marano                                             | 39,95 m            | 10.0  |
| Lancio del martello                                                                     | Sara Fantini CUS Parma                                                                            | 58,86 m            | 12.0  | Agata Gremi Atl. Brescia 1950                                                                     | 57,14 m            | 11.0  | Lucia Prinetti Anzalapaya PGS Decathlon Vercelli                                             | 56,28 m            | 10.0  |
| Lancio del giavellotto                                                                  | Luisa Sinigaglia G.S. Valsugana Trentino                                                          | 49,51 m            | 12.0  | Ilaria Casarotto Atl. Vicentina                                                                   | 48,51 m            | 11.0  | Stefanie Messner A.S.D. SSV Brixen Leichtathletik                                            | 47,78 m            | 10.0  |
| record dei campionati; record nazionale; record personale; record personale stagionale. |                                                                                                   |                    |       |                                                                                                   |                    |       |                                                                                              |                    |       |

#### Squadre
Le classifiche complessive delle squadre CdS Under 23 sono:
| Specialità        | Oro                            | Punti    | Argento                  | Punti    | Bronzo                         | Punti    |
| Classifica Uomini | Atletica Studentesca CA.RI.RI. | 187,0 p. | A.S. La Fratellanza 1874 | 100,0 p. | Atletica Firenze Marathon S.S. | 93,5 p.  |
| Juniores          |                                |          |                          |          |                                |          |
| Classifica Donne  | Atletica Studentesca CA.RI.RI. | 169,0 p. | Bracco Atletica          | 152,0 p. | A.S.D. ACSI Italia Atletica    | 141,0 p. |

### Prove multiple, 30-31 maggio a Lana
| Specialità                                                                              | Oro                                     | Prestazione | Argento                                    | Prestazione | Bronzo                                  | Prestazione |
| Decathlon (uomini)                                                                      | Valentino Arrigoni Nuova Atletica Astro | 6 757 p.    | Jacopo Zanatta Trevisatletica              | 6 745 p.    | Diego Lassini Trieste Atletica          | 6 279 p.    |
| Eptathlon (donne)                                                                       | Lucia Quaglieri Modena Atletica         | 5 188 p.    | Mariaelena Agostini Atletica Libertas SANP | 4 962 p.    | Lisa Seppi S.G Eisacktal Raiffeisen ASV | 4 806 p.    |
| record dei campionati; record nazionale; record personale; record personale stagionale. |                                         |             |                                            |             |                                         |             |